# Förvandlingen
För andra betydelser, se Förvandlingen (olika betydelser).

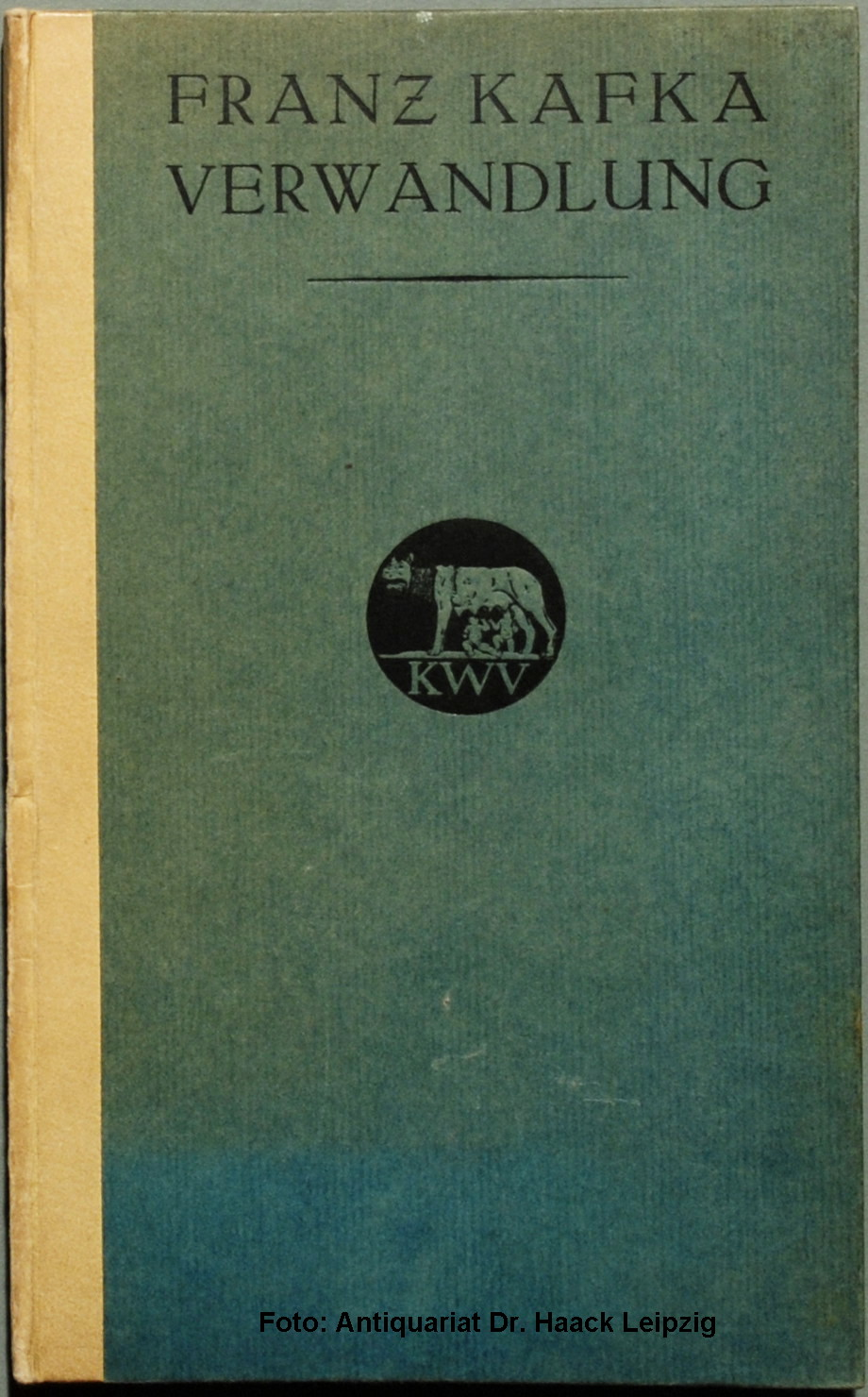
Bokomslaget till första utgåvan av Förvandlingen.

Förvandlingen (originaltitel: Die Verwandlung) är en novell eller kortroman från 1915 av Franz Kafka. Den har kallats för världslitteraturens bästa novell och har imponerat på och inspirerat flera skrivargenerationer sedan sin tillkomst. Den är enkel och kort samtidigt som den är stor och innehåller flera eller många bottnar. Den är inte minst känd för den berömda inledande meningen: "När Gregor Samsa vaknade en morgon ur sina oroliga drömmar, fann han sig liggande i sängen förvandlad till en jättelik insekt". 

## Tillkomst
Idén till Förvandlingen föddes den 17 november 1912 när Kafka i väntan på ett brev från sin fästmö satt och funderade. Han började skriva berättelsen redan samma kväll och arbetet pågick i tre veckor. Eftersom han arbetade som tjänsteman under dagarna kunde han endast skriva om nätterna, varför han under kreativa perioder tvingades offra nattsömnen. Natten mellan den 6 och 7 december var novellen klar.
Kafka var sällan nöjd med sina berättelser och Förvandlingen var inget undantag. Till en början ansåg han att berättelsen saknade den "fart och fläkt" som den haft när han fick idén och vidare att slutet inte blivit så bra som han tänkt sig. Den självriktade kritiken kom med åren att bli allt hårdare och år 1914 beskrev Kafka berättelsen som "bristfällig nästan rakt igenom" och vidare att den hade ett "oläsbart slut". Trots bristerna, var Kafka emellertid beredd att ge ut novellen, vilket också skedde år 1915.

## Handling
| ” | När Gregor Samsa vaknade en morgon ur sina oroliga drömmar fann han sig liggande i sängen förvandlad till en jättelik insekt. | „ |

Med dessa rader inleds kortromanen Förvandlingen, som handlar om en handelsresande arbetsslav och familjeförsörjare, Gregor Samsa, som vaknar en morgon och inser att han har förvandlats till en jättelik insekt. Som en följd av detta kan Gregor inte längre arbeta och övriga familjemedlemmar tvingas därför att söka jobb. Nu när Gregor inte längre utgör familjens ekonomiska bas anses han heller inte behövlig av familjen, som alltmer försummar honom.
Faderns bistra syn på sin son tilltar alltmer och vid ett tillfälle jagar han runt Gregor i lägenheten där de bor och kastar äpplen på honom. Ett av äpplena träffar (och fastnar) i Gregors kropp, varpå infektion uppstår. Till följd av detta blir Gregor alltmer utarmad och förpassas till lägenhetens mer smutsiga vrår.
För att dryga ut ekonomin ytterligare inackorderar familjen Samsa tre unga män. När dessa får vetskap om Gregors existens förargas männen av det faktum att de behövt dela logi med en insekt. Detta resulterar i sin tur i att männen vägrar betala hyran och de hotar till och med att stämma familjen. Gregors syster Grete utbrister att insekten inte längre är att betrakta som Gregor och föreslår att densamma bör likvideras. Gregor drar sig därefter tillbaka till sitt rum där han dör.
Gregors död kommer som en befrielse för familjen och de börjar genast planera för framtiden. Novellen avslutas med att föräldrarna förundras och imponeras över hur dottern har utvecklats till att bli en kvinna värdig giftermål. 

## Litterära figurer
- Gregor Samsa, bokens protagonist. Han jobbar som en kringresande försäljare och försörjer på så sätt sin familj. Han upptäcker en morgon att han har förvandlats till en insekt.
- Herr Samsa, familjens fader. En till åren kommen man som också är lat och förlitar sig på sin son för sin försörjning.
- Fru Samsa, familjens moder. Är betydligt mer välvilligt inställd till sonen och skyddar ofta denne mot faderns raseriutbrott.
- Grete Samsa, Gregors yngre syster som också omhändertar honom efter att han har förvandlats till insekt.
- Prokuristen som kommer till Samsas lägenhet när Gregor inte dyker upp till jobbet.
- Tre inackorderade herrar
- Två städerskor

## Tolkningar
Förvandlingen kan delvis läsas självbiografiskt. Det finns stora likheter mellan Gregor och Franz Kafka, bland annat familjeförhållandena, med starka underlägsenhetskänslor gentemot fadern, och det faktum att båda bodde hemma även i vuxen ålder. Berättelsen har emellertid tolkats på en mängd olika sätt. Hans vän Max Brod hävdade att Kafka var en religiös diktare. Existentialistiskt orienterade författare som Albert Camus såg en själsfrände som fångat det absurda i tillvaron. Psykoanalytiker menade att Kafka var en utforskare av det omedvetna. Marxister som Ernst Fischer ansåg att det är en skildring av den alienerade människan i det kapitalistiska samhället. Hermeneutiska forskare har pekat på möjligheten att berättelsen handlar om Kafka själv och hans skrivande. Enligt Max Brod talade Kafka aldrig själv om hur han ville att hans berättelser skulle tolkas.

### Skalbagge, insekt eller ohyra
I olika översättningar definieras Gregors nya skepnad på olika sätt. En äldre svensk översättning (av Karl Vennberg och Caleb J. Anderson) använder redan i första meningen ordet "skalbagge" för att beskriva Gregor Samsas nya gestalt. Motsvarande ord finns dock inte i Kafkas originaltext, och lägger man samman detaljerna i beskrivningen av Gregors utseende går det inte att artbestämma 'varelsen' ifråga överhuvudtaget. Den senaste svenska översättningen från 2008 (av Hans Blomqvist och Erik Ågren) talar om en "insekt", vilket ligger närmare Kafkas tyska originaltext. Det ord som förekommer där är "Ungeziefer", vilket motsvarar svenskans "ohyra".

## Adaptioner (urval)
- 1976 – Förvandlingen

## Svenska utgåvor och översättningar
- Förvandlingen, Den sanningssökande hunden översättning av Caleb J. Anderson och Karl Vennberg, Forum förlag 1945, 1963, 1964, 1967, 1975, 1982, 1999
- Förvandlingen, översättning och efterord av Hans Blomqvist och Erik Ågren, Bokförlaget Bakhåll 2004, 2008, 2018
- Förvandlingen, återberättad av Malin Lindroth och illustrerad av Jens Andersson, LL-förlaget 2010, lättläst version.